# TMPRSS3
TMPRSS3 (англ. Transmembrane protease, serine 3) — мембрано-связанная сериновая протеаза, продукт гена TMPRSS3.

## Структура и функции
TMPRSS3 относится к семейству сериновых протеаз. Содержит пептидазный и трансмембранный домены, LDLR-подобный домен и скеэвенджер-рецептор-подобный цистеин-обогащённый домен. Альтернативный сплайсинг приводит к образованию 4 мРНК и 3 изоформ белка.
Мутации гена TMPRSS3 связаны с врождённой и детской глухотой с рецессивным наследованием. Ген экспрессирован в фетальной ушной улитке, части внутреннего уха, отвечающей за восприятие и распознавание звука, а также в некоторых других тканях. Считается, что фермент играет роль в развитии и поддерржании внутреннего уха или в составе перилимфы и эндолимфы внутреннего уха.
Повышенная экспрессия гена может обнаруживаться в опухолях яичников.